# Tiny Toon Adventures: Buster e la magica pianta di fagioli
Tiny Toon Adventures: Buster e la magica pianta di fagioli (Tiny Toon Adventures: The Great Beanstalk in Nord America e Tiny Toon Adventures: Buster and the Beanstalk in Europa) è un videogioco punta e clicca sviluppato dalla Terraglyph Interactive Studios e pubblicato per Microsoft Windows internamente dalla stessa casa di produzione, e per PlayStation dalla NewKidCo negli Stati Uniti il 27 ottobre 1998 e dalla Sony Interactive Entertainment Europe in Europa nel novembre 1999. Ispirato alla favola Jack e la pianta di fagioli, è il primo gioco sui Tiny Toons uscito per la prima PlayStation.

## Modalità di gioco
In qualità di parodia di Jack e la pianta di fagioli, il giocatore impersona i protagonisti Buster Bunny e Plucky Duck, i quali devono raggiungere il castello del Gigante. Per farlo, è necessario trovare pezzi di chiave, che si trovano usando dei suggerimenti ricevuti da un altoparlante usato da Babs Bunny, qui una fata. Nei livelli punta e clicca, il giocatore clicca sugli oggetti che si trovano sulla scena; nel caso si clicchi sull'oggetto giusto, troverà il pezzo di chiave. In alcuni casi, però, Elmyra Duff, che qui è una strega, può catturare i due protagonisti e ostacolare il loro viaggio.
La versione PlayStation aggiunge una sezione platforming, dove Buster e Plucky attraversano la pianta a piedi. Guidato da Buster, il giocatore impersona Plucky e tenta di raggiungerlo, superando i vari ostacoli saltando o abbassandosi. Nel caso il giocatore subisca abbastanza danni, ritornerà all'inizio della sezione attuale, divisa nei vari livelli; alla fine della sezione, il giocatore raggiungerà il livello punta e clicca.
La modalità facile dispone di tre pezzi, che salgono a cinque in quella difficile. In caso di difficoltà, il giocatore può usare un cellulare magico donatogli da Babs Bunny per ricevere suggerimenti.

## Doppiaggio
| Personaggio  | Doppiatore originale | Doppiatore italiano |
| ------------ | -------------------- | ------------------- |
| Buster Bunny | John Kassir          | Stefano Dondi       |
| Duca Duck    | Joe Alaskey          | Davide Garbolino    |
| Baby Bunny   | Tress MacNeille      | Graziella Porta     |